# Bombus terricola
Espèce
Statut de conservation UICN

 VU A2b : Vulnérable
Bombus terricola est une espèce de bourdons vivant en Amérique du Nord.

## Sous-espèce
Il comprend une sous-espèce :
- Bombus terricola occidentalis

## Répartition et habitat
On le trouve au Canada et aux États-Unis. Il vit dans une grande variété d'habitats comme les zones boisées, les prairies et les champs.

## Alimentation
Cette espèce se nourrit principalement du nectar des fleurs ayant de longues corolles. Elle se nourrit notamment de crocus, d'eupatoire, de Linaria, de mélilot, de Monarda, de groseillier, de rosier, de roncier, de Spirea, de Taraxacum, d'airelle et de Vicia.